# Jadid
Jaditerna var muslimska reformatorer inom det ryska kejsardömet under sent 1800-tal och tidigt 1900-tal. De benämnde sig själva som antingen Taraqqiparvarlar ('de progressiva'), Ziyalilar ('de intellektuella') eller som Yäşlär/Yoshlar ('ungdomarna'). Jaditerna hävdade att kejsardömets muslimer hade gått in i en period av förfall som enbart kunde rättas till genom kulturella reformer och ny kunskap. Trots stora ideologiska skillnader inom Jadid-rörelsen utmärkte sig Jaditerna via sin användning av tryckt material för att få ut sitt budskap om usul ul-jadid. En ledande gestalt vid utbildningsreformen var krimtataren Ismail Gasprinski (1851-1914), vars idéer fördes tillbaka till Centralasien av Mahmud Kjoja Behbudiy (författare till bland annat pjäsen "Padarkush" och tidig grundare av Jadidskolor i Turkestan). Jadid-medlemmar har erkänts och hedrats i Uzbekistan efter Sovjetunionens fall.